# 소련 중앙집행위원회
소련 중앙집행위원회(러시아어: Центральный исполнительный комитет СССР)는 1922년에서부터 1938년까지 존재하였던 소련의 입법부, 심의 기구였다. 소련 소비에트 대회와 소련 최고 권력의 주축을 이루었다. 당시 소련에 존재하였던 다양한 조직들을 통합하여 만들어졌으며, 후에 소련 소비에트 대회와 통합되어 소련 최고 소비에트로 이어졌다. 소련 중앙집행위원회는 양원제로, 의장은 상임 간부회의 회장으로 구성되었는데, 각 소련의 공화국 들에서 선출되었으며, 주로 러시아 소비에트 연방 사회주의 공화국의 상임 간부회 회장으로는 미하일 칼리닌이 있었다.

## 권한
소련 중앙집행위원회는 다음과 같은 권한들을 가졌다.
- 소련 소비에트 대회 호출.
- 소련 인민정치위원회 정치위원 선거.
- 법령 및 입법 행위의 채택.
- 법률에 대한 관리 작업.